# Destinia
Destinia (fundada como Destinia.com, en 2001 en Madrid, España) es una agencia de viajes en Internet. Fue la primera empresa de este tipo en aceptar el pago en bitcoin a nivel mundial.

## Historia
Destinia fue creada en 2001 por Amuda Goueli e Ian Webber como un directorio en línea de hoteles. La empresa contaba en el año 2016 con, aproximadamente, 150 empleados en sus sedes en España, Egipto y Brasil.
En 2006, Destinia fue la primera agencia en ofrecer viajes al espacio en España, y en el año 2014, en aceptar el cobro en la criptomoneda Bitcoin.
A partir de 2016, Destinia pasó a tener una división de B2B, tras la compra de la tecnología de Transhotel, y durante 2018 gestionó la plataforma de reservas de Muchoviaje.
En 2019, la empresa anunció que introducía nuevas criptomonedas entre sus medios de pago, tales como EOS, Ethereum, Litecoin y Dash.

## Distinciones
- Premios Grupo Hotusa (Mejor agencia en línea de viajes 2012 en España)[8]
- eAwards (Premio especial del Jurado Bronce) 2013[9]

## Controversia
En septiembre de 2019, Destinia tuvo que retirar una campaña publicitaria, en la que empleaba carteles similares a los utilizados por las asociaciones de desaparecidos, tras las quejas de estos últimos. El anuncio presentaba a una socorrista de ficción, que 'desaparecía' gracias a las ofertas de la agencia de viajes, tras el periodo estival.